# Dodola

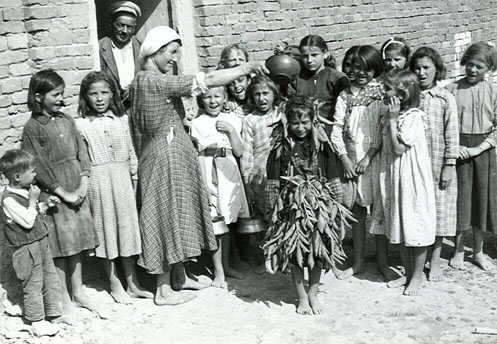
Peperuda a Bulgària. Anys 50

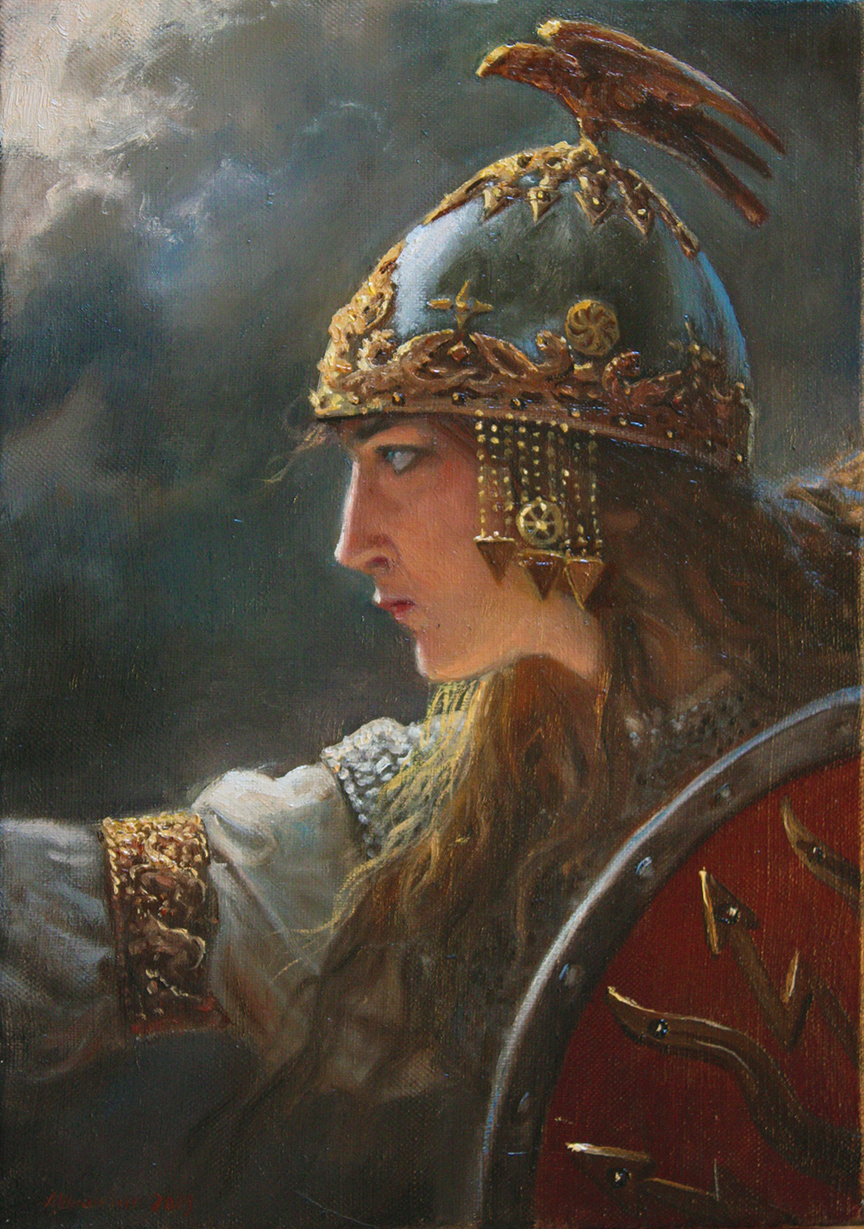
La deessa Dodola Perunitsa, amant bèl·lica dels núvols de pluja i esposa de Perun, tal com imaginava Andrey Shishkin

La Dodola (també escrita Doda, Dudulya i Didilya) és una tradició pagana amb origen als Balcans també coneguda amb els noms de papallona: Paparuda, Peperuda, Perperuna o Preperuša,
El personatge central de la cerimònia sol ser una noia òrfena, tot i que en alguna cosa és un nen. Amb una faldilla feta de vinyes de punt de color verd fresc i petites branques, la nena nascuda després de la mort del seu pare, l’última nena de la mare (si posteriorment la mare dona a llum un altre fill, s'esperen grans desgràcies al poble), canta i balla pels carrers del poble, parant a totes les cases, on els amfitrions l'escampen aigua. El ritual s'associa amb una melodia particular a la qual es fa una dansa determinada, no només per la noia, sinó també pels vilatans que la segueixen pels carrers, cridant els seus ànims.
Segons algunes interpretacions, Dodola és una deessa eslava de la pluja i l'esposa de la deïtat suprema Perun (déu del tro al panteó eslau). Els eslaus creien que quan Dodola munyia les seves vaques celestials, els núvols es movien i plovia a la terra.

## Noms
La tradició es coneix amb els noms de Dodola (dodole, dudula, dudulica, dodolă) i Perperuna (peperuda, peperuna, peperona, perperuna, prporuša, preporuša, paparudă, pirpirună). Tots dos noms són utilitzats pels eslaus del sud, els romanesos, els albanesos i els grecs del nord. Els albanesos també fan servir el nom Rona i el nom masculí Dordolec (durdulec).
El nom Perperuna s'identifica com el derivat femení reduplicat del nom del déu Perun (per-perun-a). Sorin Paliga va suggerir que era una divinitat del substrat traci local. El nom Dodola és possiblement cognat amb els dundulis Lituània, una paraula per tro i un altre nom del Bàltic Thunder-déu Perkunas.
D. Decev va comparar la paraula "dodola" (també dudula, dudulica, etc.) amb antropònims tracis (noms personals) i topònims (topònims), com Doidalsos, Doidalses, Dydalsos, Dudis, Doudoupes, etc. Paliga va argumentar que basant-se en això, el costum probablement es va originar en els tracis.
Una explicació molt més probable per a les variacions del nom Didilya és que es tracta d'un títol per a la deessa de primavera Lada / Lela que es va convertir en el "nom" d'una deessa. Ralston explica que didó significa "genial" i se sol utilitzar junt amb el déu primaveral Lado.

## Ritual

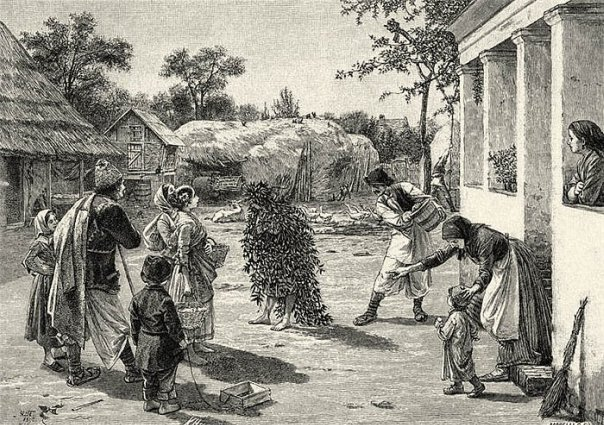
L’aspersió de Dodola amb aigua (artista: Uroš Predić)

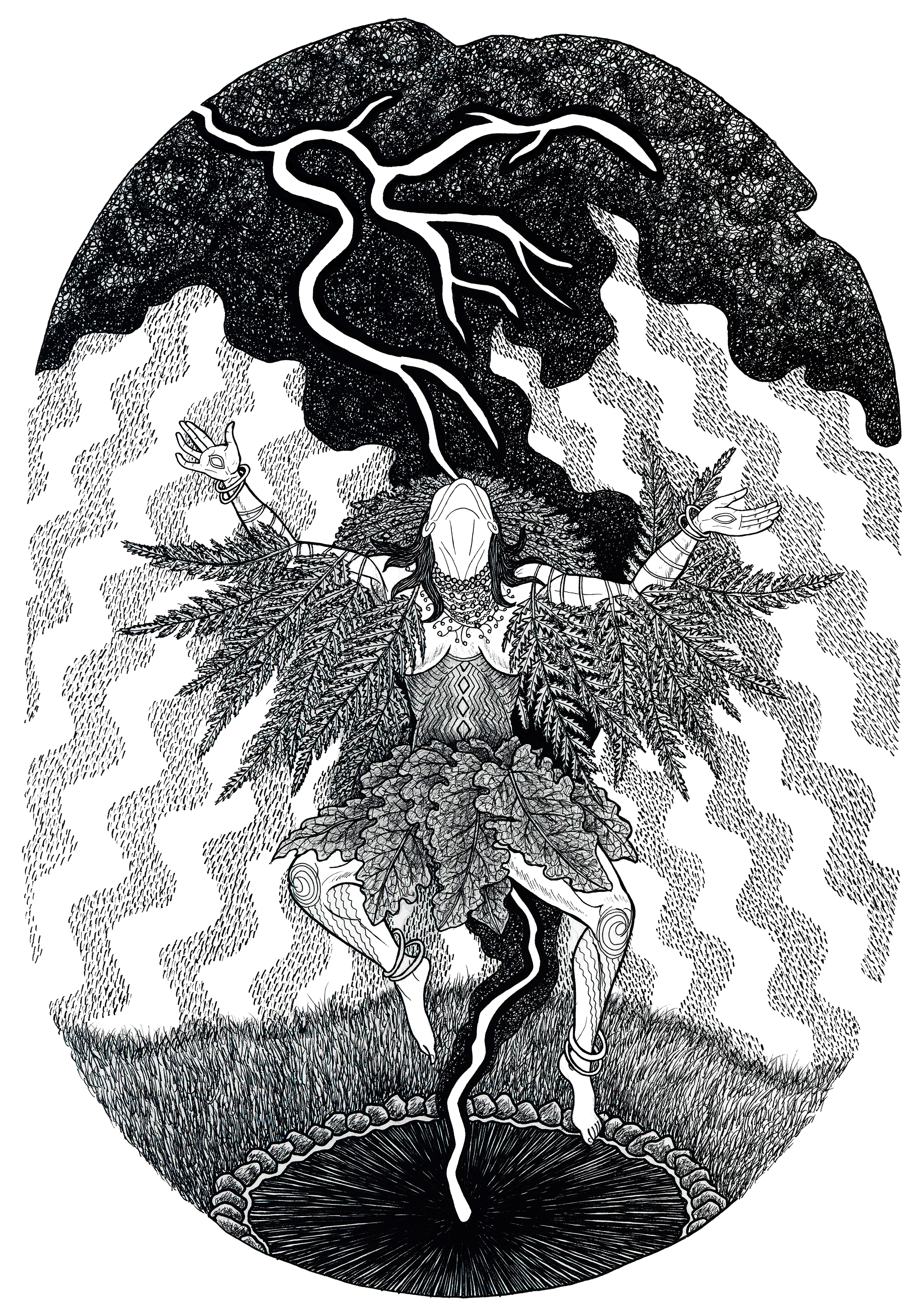
Una Dodola / Perperuna revestida de fullatge convoca els núvols de tempesta i dibuixa el llamp en un tèmenos circular amb el seu ball extàtic: Perperuna's Dance de Marek Hapon

Llamp escarlata i glif de cercle: símbol de Dodola utilitzat en el neopaganisme eslau

La primera descripció escrita del costum va ser deixada pel hieromonjo búlgar Spiridon Gabrovski el 1792. Explica com en èpoques de sequera els xiquets i xiquetes vestien una de les seves figures amb una xarxa i una corona de fulles a semblança de Perun o Peperud, a qui Spiridon creia erròniament que era un vell governant búlgar. Després caminaven en processó per les cases, cantant, ballant i abocant-se aigua. Els vilatans els donaven diners, que més tard feien servir per comprar menjar i beure per celebrar en honor de Perun.
Eslaus del Sud organitzen la Dodola (o Perperuna) Festival en temps de sequera on adoren a la deessa i van pregar amb ella per la pluja. En el ritual, les dones joves canten cançons específiques a Dodola, acompanyant-les d'un ball, mentre estan cobertes de fulles i petites branques. A Croàcia, la Dodola és interpretat sovint per grups de folklore.
A les festes de Sant Jordi anomenades Jurjevo, al folklore de Turopolje, es recullen cinc donzelles més boniques per retratar a les deesses Dodola amb vestits de fulla i cantar per al poble fins al final de les vacances.
Cant ritual serbi cantat per joves que travessen el poble durant els mesos secs i estivals.
Naša dodo Boga moli, -- El nostre dodo resa a Déu,
Da orosi sitna kiša, -- Per ruixar una mica de pluja,
Oj, dodo, oj dodole! -- Oh, dodo, oh dodole!
Mi idemo preko sela, -- Anem pel poble,
A kišica preko polja, -- I la pluja al camp,
Oj, dodo, oj, dodole! -- Oh, dodo, oh, dodole!

### Dodole a Macedònia
El registre més antic dels rituals Dodole a Macedònia és la cançó "Oj Ljule" de la regió de Struga, enregistrada el 1861.
| Отлетала преперуга, ој љуле, ој![note] От орача на орача, От копача на копача, От режача на режача; Да заросит ситна роса Ситна роса берикетна И по поле и по море; Да се родит с' берикет С' берикет винo-жито; Чеинците до гредите, |  | Јачмените до стреите, Леноите до пojacи, Уроите до колена; Да се ранет сиромаси. Дрвете не со осито, Да је ситна година; Дрвете не со ошница, Да је полна кошница; Дрвете не со јамаче, Да је тучна година. |  |

| Otletala preperuga, oj ljule, oj![note] Ot oracha na oracha, Ot kopacha na kopacha, Ot rezhacha na rezhacha; Da zarosit sitna rosa Sitna rosa beriketna I po pole i po more; Da se rodit s' beriket S' beriket vino-zhito; Cheincite do gredite, |  | Jachmenite do streite, Lenoite do pojasi, Uroite do kolena; Da se ranet siromasi. Drvete ne so osito, Da je sita godina; Drvete ne so oshnica, Da ja polna koshnica; Drvete ne so jamache, Da je tuchna godina. |  |

Els rituals Dodole a Macedònia es van celebrar activament fins als anys seixanta.
Cançó tradicional búlgara de Peperuda amb traducció literal;
Летела е пеперуда, - Una papallona va volar,
дай, Боже, дъжд, (2) - dona, Déu, plou, (2)
от ораче на копаче, - de llaurador a excavador,
да се роди жито, просо, - parir blat, mill
жито, просо и пшеница, - blat, mill i blat
да се ранят сирачета, - per alimentar orfes,
сирачета, сиромаси. - orfes, pobres.